# 田中こころ
田中 こころ（たなか こころ、2006年1月10日 - ）は、日本の女子バスケットボール選手。ポジションはシューティングガード。WリーグのENEOSサンフラワーズ所属。大阪府出身。

## 来歴
堺市立浜寺東小学校、堺市立浜寺中学校卒業。姉が通っていた学校の後輩から勧められ、中学1年から強豪クラブチーム「KAGO CLUB」に所属。
愛知の名門・桜花学園高校在学中、インターハイとウインターカップで2冠。2年上に朝比奈あずさ、伊波美空、平下結貴、1年上に横山智那美、平賀真帆、森美麗がいた。3年時には黒川心音と共に主将に就任し、創部68年で初となるダブルキャプテンとなった。
卒業後の2024年、ENEOSサンフラワーズに加入。開幕戦で23分48秒出場11得点2リバウンド2アシスト2スティールを記録した。
2025年、19歳で日本代表に初選出され、本来はシューターながらヘッドコーチのコーリー・ゲインズから適性を見出され司令塔のPGに抜擢された。高校の先輩の渡嘉敷来夢からは「若いけどリーダーシップがあるし、メンタルが強い。代表に来たら年上に遠慮しちゃう選手が多い中、しっかり気持ちを作ってプレーできる」と評されている。
2025年7月、中国で行われたFIBA女子アジアカップ2025では6試合すべてに先発出場し、前大会優勝の中国との準決勝では第1Qだけで5本の3ポイントシュートを決めるなど計27得点を挙げる活躍で勝利に貢献。決勝ではオーストラリアに敗れ準優勝に終わったが、チーム最多の1試合平均14.8得点5.5アシスト1.2スティール2.5リバウンドを記録し、大会オールスターファイブに選出された。ゲインズは「ココ（田中）を初めて見た時から彼女には“恐れ”がないと気付いていた。普通なら動揺するような場面でも平然としている。私が怒鳴っても、表情を変えずに話を聞き、自分の中で整理しようとするんだ。そういう選手はなかなかいない。彼女は、まだまだ良くなる。試合を重ねるたびに、確実に成長している。年齢を重ねるにつれて、ますます良い選手になっていくと思うよ」と語っている。

## 人物
- ENEOSと日本代表での背番号26について、「数字にこだわりはないのですが、直感的に『20番台がかわいいな』と思い26番にしました」と語っている[13]。
- 高校時代、自信をなくし練習試合でも上手くいかず苦しんだ時期があったが、先輩の横山智那美から自分もそういう時期があったと教えてもらい、「一番はメンタルだから、試合でボールが回って来た時は絶対に点数を決める気持ちでやったら大丈夫」と言われ乗り越えられたという[5]。
- 3ポイントシュートで参考にしてきた選手として、シュートの部分は高校の先輩の江村優有、シュートにいくまでのバリエーションの部分は河村勇輝を挙げている[14]。
- 好きな食べ物は母が作る春巻き。Official髭男dismのファン[6]。

## 日本代表歴
- 2022 U16アジアカップ 準優勝
- 2024 U18アジアカップ 3位
- 2025 FIBA女子アジアカップ 準優勝